# فرانسيس ياو
فرانسيس ياو (بالإنجليزية: Frances Yao) (و. القرن 20  م) هي عَالِمَة حاسوب أمريكية.

## التعليم
تعلمت في معهد ماساتشوستس للتكنولوجيا.

## جوائز
حصلت على جوائز منها:
- جائزة بول هالموس وليستير فورد [الإنجليزية]‏ (1991)
- زمالة الجمعية الأمريكية لتقدم العلوم.